# 新仁義なき戦い 組長最後の日
『新仁義なき戦い 組長最後の日』（しんじんぎなきたたかい くみちょうさいごのひ）は、1976年（昭和51年）4月24日に東映で公開された日本映画。「仁義なき戦いシリーズ」の番外編「新仁義なき戦いシリーズ」第三弾。
併映は愛川欽也主演の『キンキンのルンペン大将』。

## 概要
新仁義なき戦いシリーズ最終作。深作欣二・菅原文太のコンビが一番作りたかった作品といわれる。
ちなみに予告編のBGMに「新仁義なき戦い」、「新仁義なき戦い 組長の首」、「現代任侠史」、「仁義なき戦い 広島死闘篇」の一部が使われている。

## ストーリー
菅原が日本最大の暴力団組長に果敢に挑む。仁義なき戦いシリーズでは主人公が組長に利用され翻弄される役割であったが、菅原文太の真骨頂をこの最終作で見ることができる。

## キャスト

### 七人会（玄龍会を中心とする7つの組の連合会）
- 玄龍会（北九州市小倉）
  - 船田政男会長 - 名和広：玄龍会会長であり、七人会会長。
  - 根本鶴吉 - 八名信夫
  - 古谷弥一 - 阿波地大輔
- 本山孝夫 - 織本順吉
- 小坂市兵衛 - 汐路章
- 桜井 - 中村錦司
- 潮見俊也 - 林彰太郎
- 松田国夫 - 木谷邦臣

### 岩木組（北九州市若松） 岩木海事（運送、梱包、倉庫、荷役、通運）
- 岩木定春 - 多々良純：岩木組組長。按摩を装ったオカマの刺客に殺される。
- 久乃 - 中原早苗：岩木組組長の妻
- 野崎修一 - 菅原文太：主人公。若頭で二代目候補だが、渡世稼業より主に正業に励む。
- 山田東吉 - 梅津栄：口が利けない若衆。
- 重松秋良 - 西田良
- 寒川松蔵 - 地井武男
- 加田伸吉 - 尾藤イサオ
- 鹿田功男 - 南条弘二
- 武井伸次 - 司裕介
- ジョー - 郷鍈治：殺し屋
- ター坊 - 三上寛
- 月田八郎 - 鳥巣哲生
- 田谷末松：幸英二

### 河原組（尼崎市）
- 河原組長 - 南道郎
- 津川一成 - 川谷拓三：33歳の河原組組員。
- 田中好美 - 片桐竜次：25歳の河原組組員。
- 西本明 - 桜木健一：28歳の河原組準構成員。宮本幸子の情夫。
- 小中美鈴 - 横山リエ：西本明の情婦。
- 宮本幸子 - 内村レナ：若いパンマ
- 隅田 - 松本泰郎

### 坂本組（モデル・山口組）
- 坂本英光 - 小沢栄太郎：坂本組組長。田岡一雄がモデルとなった。
- 松岡光治 - 成田三樹夫：坂本組若頭
- 栗原岩男 - 山本麟一
- 中原保明 - 岩尾正隆
- 川崎進三 - 笹木俊志
- 前田政吉 - 丘路千
- 組員C - 福本清三
- 若衆 - 秋山勝俊、白川浩二郎
- 塚口隆 - 衣竜快次
- 松村武夫 - 五城影二
- 常本政吉 - 志茂山高也
- 塚本次郎 - 小田真士

### 米元組（大阪）
- 米元政夫 - 藤岡琢也：米元組組長。
- 庄司常雄 - 曽根将之：米元組幹部。
- 中道努 - 和田浩治：米元組若衆。野崎修一の弟分。
- 中道麻美 - 松原智恵子：中道努の妻。野崎修一の妹。
- 中道清美：努と麻美の娘。
- 吉田春吉 - 成瀬正
- 名和肇 - 有川正治
- 藤沢徹次 - 大木晤郎
- 組員C - 福本清三
- 今村正人 - 寺内文夫：準構成員。死体となって発見。(ノンクレジット)
- 畑中利男：細川ひろし(ノンクレジット)

### その他
- 初江 - 衣笠恵子
- 奈美 - 堀めぐみ
- 山下捜査四課課長 - 芦田鉄雄
- 朝海部長刑事 - 疋田泰盛
- 大阪の警官 - 白井孝史
- 柴田巡査 - 小林稔侍
- 安田刑事 - 唐沢民賢
- 中野刑事 - 蓑和田良太
- 杉本刑事 - 江幡高志
- 大阪の刑事A - 宮城幸生
- 野村刑事 - 森源太郎
- 関本刑事 - 藤沢徹夫
- 記者A - 前川良三
- 記者B - 波多野博(ノンクレジット)
- 少年 - 奈辺悟
- ナレーター - 酒井哲
- その他 - 浅川詩織、北川俊夫、矢部義章

## ビデオ
| 発売日         | タイトル                                    | 規格     | 品番       |
| -------------- | ------------------------------------------- | -------- | ---------- |
| 1997年01月21日 | 新 仁義なき戦い 組長最後の日                | LD       | BSTD-02229 |
| 2003年04月21日 | 新 仁義なき戦い 組長最後の日                | DVD      | DSTD-02229 |
| 2003年04月21日 | 新 仁義なき戦い DVD-BOX＜3枚組＞            | DVD-BOX  | DSTD-02230 |
| 2015年04月08日 | 新 仁義なき戦い Blu-ray BOX<初回生産限定版> | 3Blu-ray | BSTD-03816 |
| 2018年05月09日 | 新 仁義なき戦い 組長最後の日                | Blu-ray  | BSTD-02229 |